# Paul Gustafsson
Paul Verner Erkki Gustafsson, född 9 april 1923 i Helsingfors, död där 23 mars 2002, var en finländsk  diplomat.
Gustafsson, som var son till generalmajor Verner Gustafsson och operasångerskan Greta von Haartman,  kom 1949 som nyutexaminerad jurist i utrikesförvaltningens tjänst. Sin första chefsbefattning beklädde han som generalkonsul i New York 1963–1966, var därefter chef för ministeriets rättsavdelning 1967–1970 och 1973–1976 samt ambassadör i Haag 1970–1973 och vid OECD i Paris 1976–1977. Han utnämndes 1977 till administrativ understatssekreterare och tjänstgjorde 1980–1983 som ambassadör i Stockholm. Han avslutade sin karriär som kanslichef vid statsrådets kansli 1983–1988.
Gustafsson skrev en memoarsvit i fyra delar, av vilka de två första, Tie Dubrovkaan (1987) och Suurta unta (1992) behandlade moderns släkt, och de två senare Koulupoika, korpraali, konsuli (1995) och Ritarikadun renki (1999) hans eget liv i diplomatins tjänst. 